# Corymbia
Corymbia és un gènere de 113 espècies d'arbres que fins a mitjans de la dècada del 1990 estaven classificats com a espècies del gènere Eucalyptus. S'inclouen en aquest gènere els coneguts com «fustes de sang» (Corymbia opaca), els «eucaliptus fantasmes» (Corymbia aparrerinja) i els «eucaliptus tacats» (Corymbia maculata).
Els arbres de sang havien estat reconeguts des de 1879 com un grup a part dins del gran i divers gènere d'Eucalyptus, però la investigació molecular durant la dècadada del 1990 va demostrar que, juntament amb els eucaliptus fantasmes i els eucaliptus tacats, estan més relacionats amb els Angophora que amb els eucaliptus, i és probablement millor observar-los com a gènere separat. Els tres gèneres (Angophora, Corymbia i Eucalyptus) estan molt relacionats, i normalment és difícil de diferenciar-los, malgrat que popularment es refereixen a tots ells com «eucaliptus».
Algunes de les espècies de Corymbia més conegudes són:
- Corymbia aparrerinja (Eucaliptus fantasma).
- Corymbia calophylla (Eucaliptus Marri o de Port Gregory).
- Corymbia citriodora (Eucaliptus olor de llimona).
- Corymbia eximia
- Corymbia ficifolia (Eucaliptus de flor vermella).
- Corymbia maculata (Eucaliptus tacat).
- Corymbia opaca (fusta de sangre o arbre de sangre).
- Corymbia tessellaris.

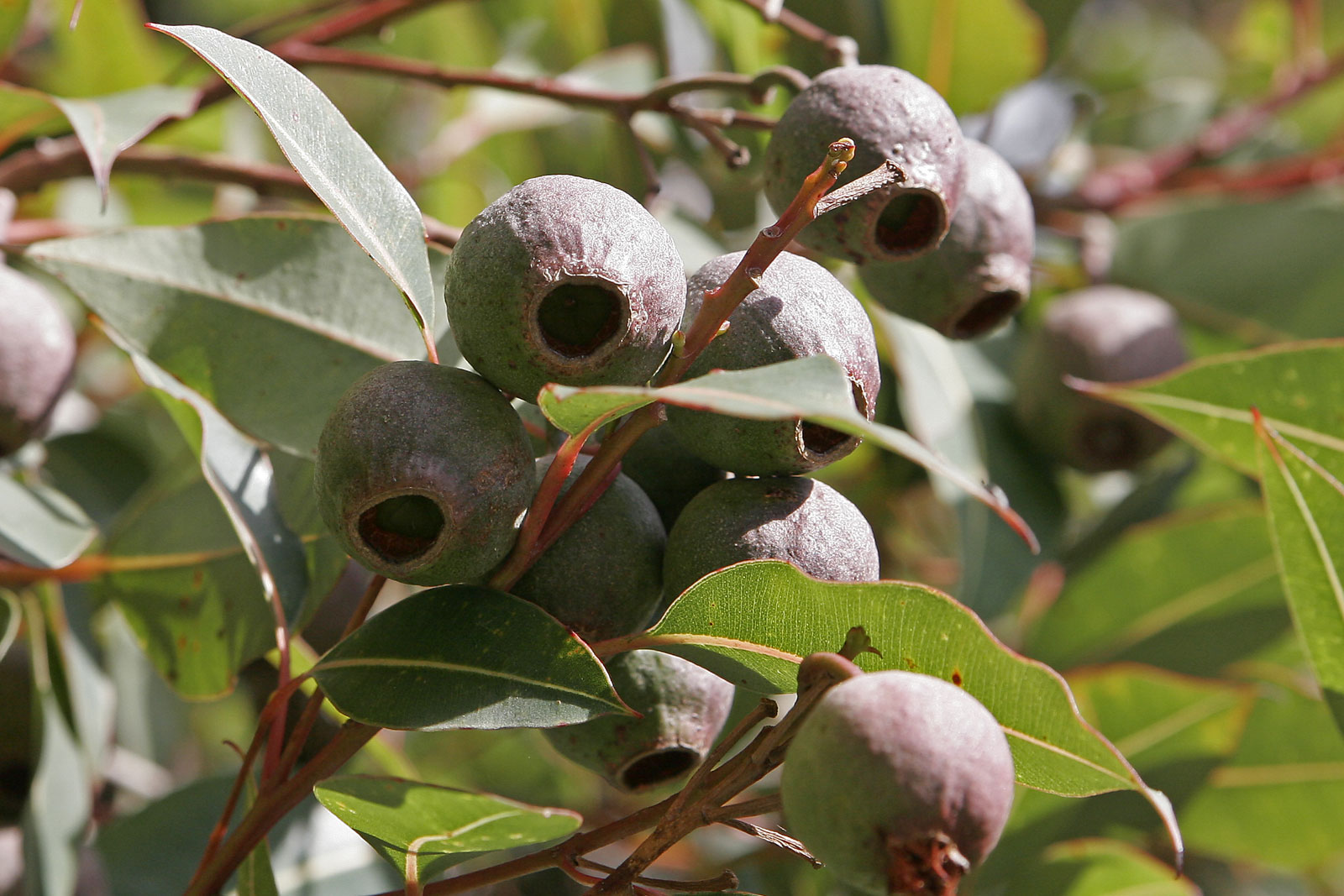
Fruits
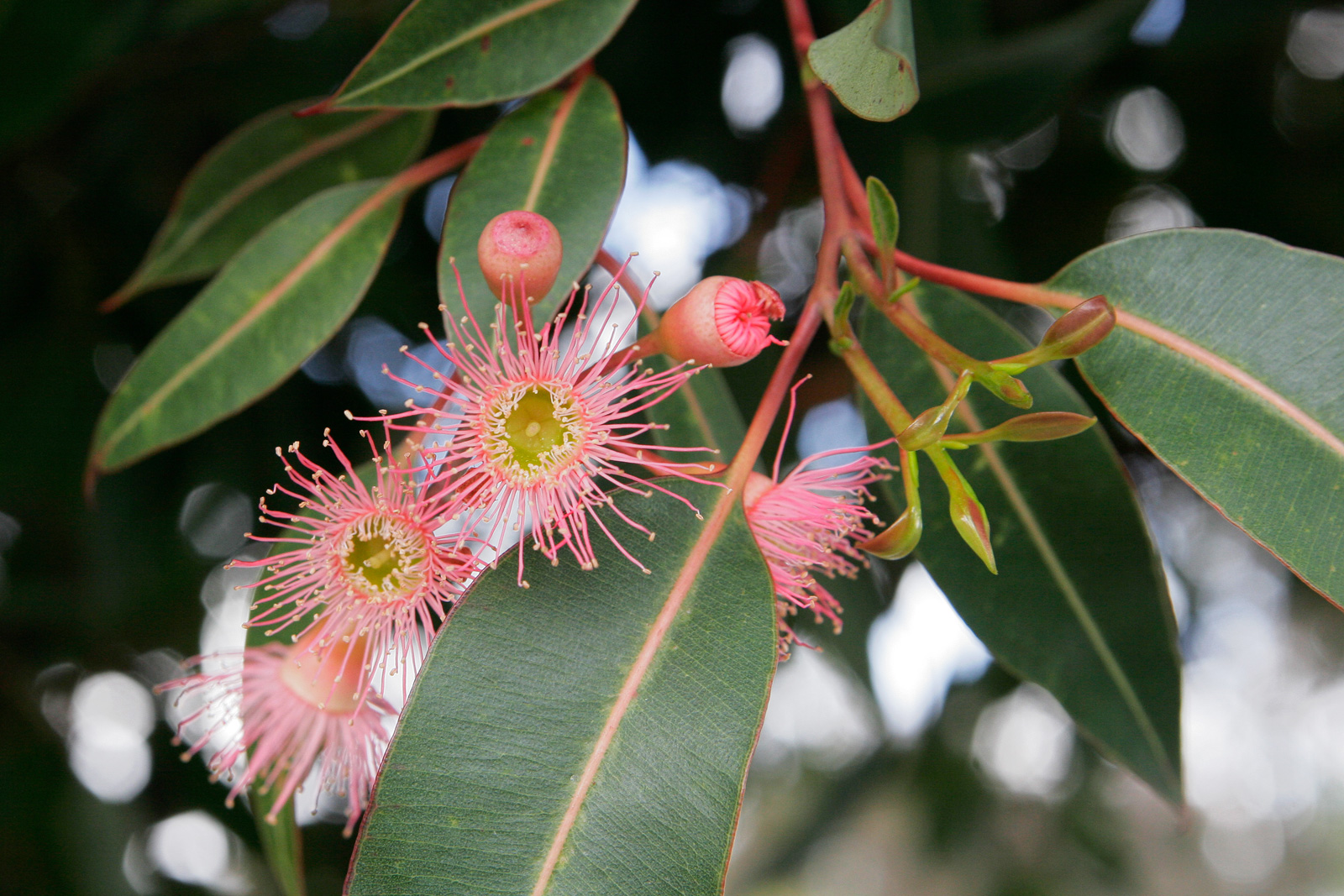
Flors
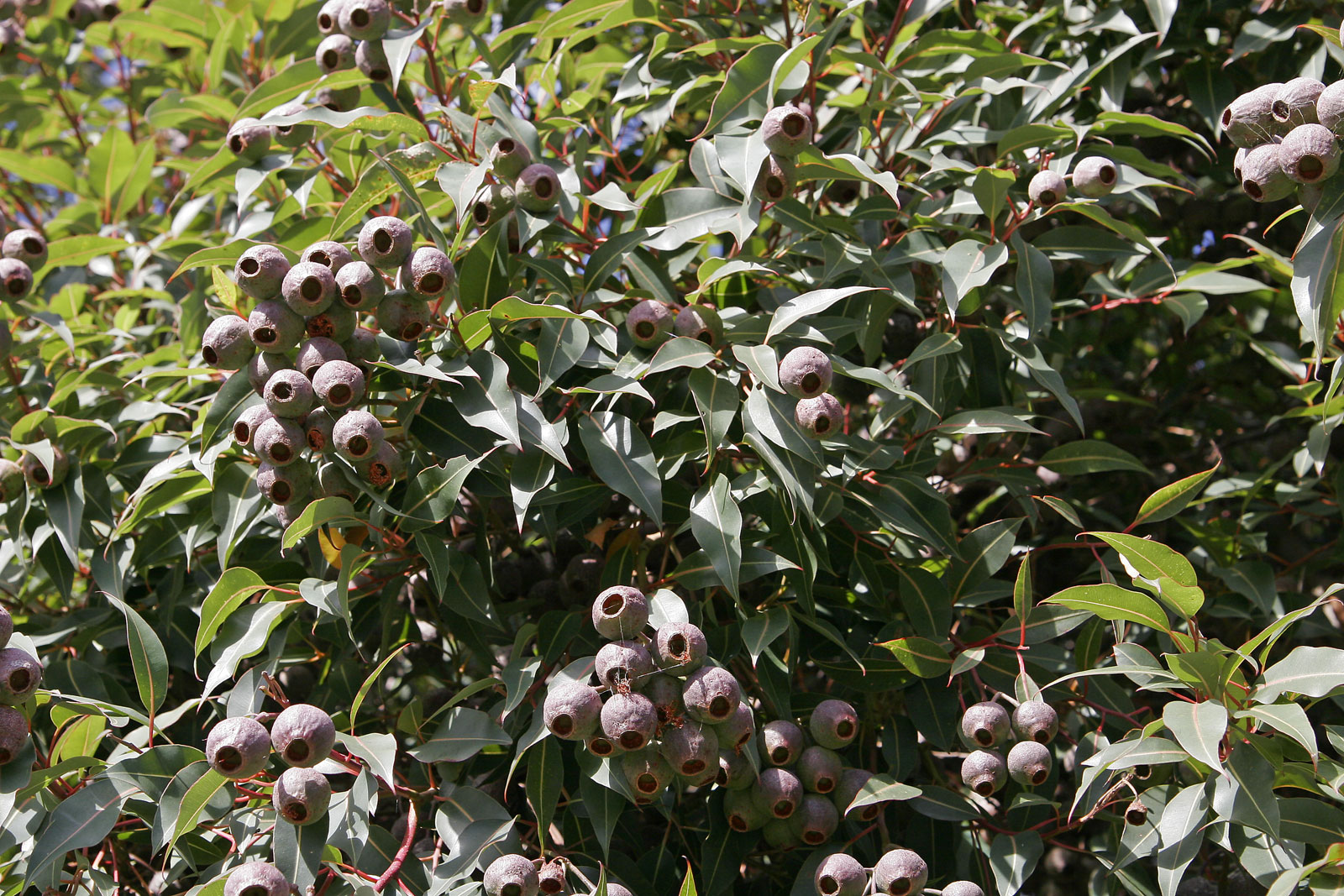
Planta

## Filogènia
Els botànics Ken Hill i Lawrie Johnson van ser els primers a definir el gènere Corymbia el 1995, i van identificar les fustes de sang, els eucaliptus fantames i els eucaliptus tacats com a grup diferent dels eucaliptus. Des de llavors, s'han realitzat investigacions sobre les relacions entre aquests gèneres. L'anàlisi genètica de les seqüències d'ETS i ITS de l'ADN del 2006 per Carlos Parra-O i els seus col·laboradors de 67 tàxons (47 dels quals eren dins de Corymbia) va produir Corymbia i Angophora com a parents més propers, amb el gènere Eucalyptus com a primer origen. Els petits gèneres Eucalyptopsis, Stockwellia i Allosyncarpia van formar un clade que va sorgir abans encara.
El 2009, Carlos Parra-O i els seus col·laboradors van afegir més tàxons i van publicar una anàlisi combinada de l'ADNr nuclear (ETS + ITS) i caràcters morfològics publicats per aclarir les relacions del gènere. Això va confirmar dos clades principals, que van definir com el subgènere Corymbia i Blakella.

## Taxonomia
- Corymbia abbreviata
- Corymbia abergiana
- Corymbia aparrerinja
- Corymbia arafurica
- Corymbia arenaria
- Corymbia arnhemensis
- Corymbia aspera
- Corymbia aureola
- Corymbia bella
- Corymbia blakei
- Corymbia bleeseri
- Corymbia bloxsomei
- Corymbia brachycarpa
- Corymbia bunites
- Corymbia cadophora
- Corymbia calophylla
- Corymbia candida
- Corymbia chartacea
- Corymbia chippendalei
- Corymbia citriodora
- Corymbia clandestina
- Corymbia clarksoniana
- Corymbia clavigera
- Corymbia cliftoniana
- Corymbia collina
- Corymbia confertiflora
- Corymbia dallachiana
- Corymbia dendromerinx
- Corymbia deserticola
- Corymbia dichromophloia
- Corymbia disjuncta
- Corymbia dunlopiana
- Corymbia ellipsoidea
- Corymbia eremaea
- Corymbia erythrophloia
- Corymbia eximia
- Corymbia ferriticola
- Corymbia ferruginea
- Corymbia ficifolia
- Corymbia flavescens
- Corymbia foelscheana
- Corymbia gilbertensis
- Corymbia grandifolia
- Corymbia greeniana
- Corymbia gummifera
- Corymbia haematoxylon
- Corymbia hamersleyana
- Corymbia hendersonii
- Corymbia henryi
- Corymbia hylandii
- Corymbia intermedia
- Corymbia jacobsiana
- Corymbia kombolgiensis
- Corymbia lamprophylla
- Corymbia latifolia
- Corymbia leichhardtii
- Corymbia lenziana
- Corymbia leptoloma
- Corymbia ligans
- Corymbia maculata
- Corymbia nesophila
- Corymbia novoguinensis
- Corymbia oocarpa
- Corymbia opaca
- Corymbia pachycarpa
- Corymbia papillosa
- Corymbia papuana
- Corymbia paractia
- Corymbia pauciseta
- Corymbia peltata
- Corymbia petalophylla
- Corymbia plena
- Corymbia pocillum
- Corymbia polycarpa
- Corymbia polysciada
- Corymbia porrecta
- Corymbia ptychocarpa
- Corymbia rhodops
- Corymbia scabrida
- Corymbia serendipita
- Corymbia setosa
- Corymbia sphaerica
- Corymbia stockeri
- Corymbia terminalis
- Corymbia tessellaris
- Corymbia torelliana
- Corymbia torta
- Corymbia trachyphloia
- Corymbia umbonata
- Corymbia watsoniana
- Corymbia xanthope
- Corymbia zygophylla